# وارن (نیو ساوت ولز)
وارن (به انگلیسی: Warren) یک شهرک در استرالیا است که در وارن شایر واقع شده‌است.